# Peter Falk (Ingenieur)
Peter Falk (* 27. November 1932 in Athen) ist ein deutscher Ingenieur. Er war Rennleiter und Leiter der Fahrwerksentwicklung bei Porsche, wo er für die Serienentwicklung mehrerer Modelle verantwortlich war.

## Leben und Wirken
Peter Falk wurde am 27. November 1932 in Athen als Sohn eines Archäologen geboren. Nach dem Abitur absolvierte er bei Daimler-Benz eine Lehre als Autoschlosser und studierte danach Maschinenbau mit Spezialgebiet Kraftfahrzeugtechnik.
1959 wurde er Versuchsingenieur bei Porsche. Von 1964 bis 1969 war er Leiter der Rennfahrzeug-Entwicklung. 1965 fuhr er als Beifahrer von Herbert Linge bei der Rallye Monte Carlo das Renndebüt des Porsche 911, der Fünfter wurde und die Wertung in der GT-Klasse gewann. 1969 bis 1982 war Peter Falk Leiter der Abteilung Vorentwicklung und Rennen, 1982 wurde er Rennleiter. Ab 1988 war er Leiter der Fahrwerksentwicklung, 1993 ging er in den Ruhestand. 
Peter Falk war verantwortlich für die Serienentwicklung des 928, des 944, des 964 Turbo und des 968. Maßgeblich beteiligt war er an der Entwicklung und dem Einsatz der Rennsportwagen 956/962 der Gruppe C, des 959 und des Porsche 2708 CART.
Peter Falk ist seit 1960 mit Ruth Falk verheiratet und wohnt in der Nähe von Ludwigsburg. Er ist als Berater von Motorsportveranstaltungen tätig, so für die Oldtimer-Rallyes Silvretta Classic und Ennstal-Classic, die er 1997 als Beifahrer von Walter Röhrl mit einem Porsche 356 gewann. Im Abacco Hotel Stuttgart ist seit 2007 ein Tagungsraum nach ihm benannt.